# Pfründe
Die Pfründe (von mittellateinisch praebenda für „Unterhalt“ abgeleitet), Plural Pfründen, auch Präbende, historisch auch Pfrund (in der Schweiz) oder Pröven (in Norddeutschland) genannt, lateinisch Benefizium, bezeichnet ursprünglich eine Schenkung. Später bezeichnet sie das Einkommen aus einem weltlichen oder kirchlichen Amt, insbesondere die durch eine natürliche oder juristische Person gewährte Verköstigung oder Zahlung von Unterhalt. Übertragen wird der Begriff auch für das Amt selbst mit einem selbständigen Einkommen für den Amtsinhaber oder für eine Abgabe zur Finanzierung dieses Amtes gebraucht. Heute noch gibt es Pfründen aus dem Ertrag von kirchlichen Liegenschaften oder Vermögen, welche die Säkularisation überdauert haben.

## Geschichte
Im frühen und hohen Mittelalter, vor der allgemeinen Durchsetzung der Geldwirtschaft, bot dieses System der indirekten Finanzierung eines Amtes die Möglichkeit, solche Stellen unabhängig und langfristig zu finanzieren. Es war auch möglich, eine Pfründe (deren Ertrag) auf mehrere Personen aufzuteilen oder mehrere Pfründen für eine Personengruppe vorzusehen (z. B. am Speyerer Dom: Semipräbendare und Sexpräbendare). Pfründner nannte man auch Pensionäre in Spitälern, die sich durch Einbringen eines Legats eine dauernde Unterkunft und Pflege gesichert hatten.
Schon im Mittelalter wandten sich Päpste und Konzilien gegen die Vereinigung mehrerer Pfründen auf eine Person („Pfründenkumulation“), denn die Zuweisung mehrerer Einkünfte – insbesondere in verschiedenen Orten – vertrug sich nicht mit der persönlichen Verrichtung der Amtspflichten, der Residenzpflicht. Daher wurden die Pfründen nach und nach zu Gunsten einer direkten Besoldung der Amtsträger eingezogen.

## Pfründen als Keimzellen von sozialen Institutionen, Gilden und Zünften
Das Pfründenwesen diente in vielen europäischen Städten des Mittelalters zur Entwicklung sozialer Institutionen. An zwei Beispielen kann dies nachvollzogen werden:

### Von der Pfründe zur Zunft am Beispiel Antwerpens
In Antwerpen gingen einige Handwerks-Zünfte und Gilden aus Stiftungen für Messen hervor. Vom 13. bis zum 16. Jahrhundert bestellten wohlhabende, ältere Leute einen Seelsorger der Liebfrauenkathedrale, der nach ihrem Tode für sie regelmäßig Messe lesen sollte. Die materielle Versorgung dieses Dienstes wurde oft durch eine Schenkung von Land, Wald oder Immobilien sichergestellt. Da dieser Priester jede Woche mindestens einmal den Gottesdienst auf einem bestimmten Altar zu lesen hatte, verband sich dieser Altar und der ihm zugehörige Heilige mit der Pfründe. Meist verwaltete der Priester die Schenkung nicht selbst, sondern die Erblasserin oder der Erblasser setzte eine Institution ein. Im süddeutschen Raum, in Österreich und der Schweiz entstanden dadurch Stiftungen – mehrfach in Form von Kloster-Stiften. In Antwerpen wurden die ersten dieser Institutionen um 1230 gegründet. Da die Pfründen zuweilen von Kaufleuten oder Handwerksmeistern gestiftet wurden, weiteten sie sich oft zu Gilden und Zünften aus. Die Verknüpfung mit dem Altar und dem Heiligen war dabei konstitutiv. Die Kirchenoberhäupter unterstützten diesen Wandel; sie wurden von einer wesentlichen Renovations- und Instandhaltungspflicht des Kirchengebäudes entbunden.
In Antwerpen sind diese Pfründen-Altäre Wegmarken der Kunstgeschichte. Die Altarbilder wurden Meistern wie Peter Paul Rubens in Auftrag gegeben. Vom 16. Jahrhundert an begründete damit die Malerei der Renaissance und später die des Barock von Antwerpen ihren Ruhm und ihr Auskommen.

### Pfründen als Finanzierungsform sozialer Institutionen am Beispiel St.Gallens
In St. Gallen, wie in vielen anderen Städten Mittel- und Westeuropas auch, bildete das Pfründenwesen den materiellen Hintergrund eines so genannten «Heilig-Geist-Spitals». Dieses „Spital“ der Stadt St. Gallen wurde 1228, also rund 60 Jahre vor der Abfassung des Bundesbriefes von 1291, gestiftet. Dass die Institution bis in die heutige Zeit überlebt hat, ist bemerkenswert. Der Begriff Spital trifft den institutionellen Charakter nur unzureichend: Nach heutiger Terminologie enthielt die Stiftung ein Alters- und Pflegeheim, ein Waisenhaus, eine Armen- und Arbeitsanstalt, ein Hospital für ansteckende Krankheiten (Siechenhaus) und ein Krankenheim.  Diese Institutionen standen nur den Bürgern der Stadt offen. Ab 1845 wurde die Einrichtung in Bürgerspital umbenannt.
Das Heilig-Geist-Spital ging ursprünglich aus einer Stiftung des Minnesängers Ulrich von Singenberg und des Stadtbürgers Ulrich Blarer hervor. Während ihres ganzen Bestehens bis zur heutigen Zeit sind freiwillige Zuwendungen ein wesentlicher Finanzierungsfaktor der Institution. Die Motivation war, dass eine Wohlhabende oder ein Wohlhabender einen Teil seines Reichtums an Bedürftige abgibt. Bernhard Wartmann, der Chronist des Heiliggeist-Spitals St. Gallen, schreibt um 1794:

„Vornehme und adelige Geschlechter wurden durch die damals den Benediktinern eigentümlich zugehörende Menschlichkeit angespornt, das Ihrige mit beizutragen, um den Überfluss des einten durch Unterstützung des andern gehörig anzuwenden. So entstanden Stiftungen und Vergabungen, um Elende zu ernähren und Waisen zu erhalten.“

Wichtig scheint in diesem Zusammenhang die Tatsache, dass ein begüterter Mensch nicht einem individuellen Armen ein Almosen gab, sondern dass er einen Teil seines Reichtums einer Institution vermachte, die dann allen Armen ohne Unterschied zustand. Diese institutionelle Wohltätigkeit ist für einen Sozialstaat charakteristisch. In St. Gallen wurde mit dem Namen „Pfrund“  eine frühe Form eines Pensionskassen-Systems begründet. Ein Bürger konnte sich mit einem festen Geldbetrag oder einer Schenkung in Naturalien das Recht erwerben, bis zu seinem Tode im Spital wohnen zu dürfen und verköstigt zu werden. Dieser Geldbetrag oder die Naturalie wurde Pfrund genannt.
Durch die Pfründen gelangte das Spital im Laufe der Zeit zu einem ansehnlichen Besitz von Land, Wald, Rebbergen und Immobilien. Die Pfründe gehörte nach dem Ableben, wie heute das Pensionskassenkapital auch, dem Spital.
Das Heiliggeist-Spital nahm auch Flüchtlinge auf, oft unter großer Entbehrung wie 1688, als in der Folge der Hugenottenkriege viele flüchtende Franzosen und Piemonteser in St. Gallen vorbeikamen oder auch dort blieben.
Das Spital hatte den Auftrag, Milch für Bedürftige zu liefern. Vor allem Familien mit Kindern hatten Anrecht auf verbilligte Milch. Die Stiftung legte deshalb einen Höchstpreis fest. Menschen, die in Armut gerieten, hatten Anrecht auf eine so genannte Wochengabe. Diese wurde individuell festgelegt.
Neben den beschriebenen Leistungen wie Altersheim, Pflegeheim, Waisenhaus, Essen und Unterkunft für die Pensionäre gab es also auch Leistungen, die wir heute dem Sozialwesen zurechnen würden. Das Heiliggeist-Spital ist in der Terminologie der Umweltökonomie ein so genanntes  Gemeingut (Englisch: Commons oder Pool-Ressource). Deren Aneignung und Bereitstellung wurde z. B. von Elinor Ostrom wissenschaftlich erforscht und dokumentiert.

### Rechtsgrundlagen
Eine noch bestehende Pfründe ist heutzutage in Deutschland häufig als eine rechtsfähige Stiftung verfasst, die zu kirchlichem Vermögen gehört und in der Regel durch kirchliche Organe rechtlich vertreten wird (z. B. Ordinariat, Kirchenvorstand). Den rechtlichen Charakter einer Pfründe haben auch die vielerorts noch vorhandenen Küsterschulstiftungen und Kirchschullehne, etwa in Sachsen. Ob Pfründen Stiftungen kirchlichen, öffentlichen oder privaten Rechts sind, hängt von ihrer Entstehungszeit und dem örtlich geltenden (Landes-)Recht ab.
Die rechtliche Ausgestaltung einer Pfründe hängt unter Umständen von den Regeln eines allenfalls vorhandenen Konkordates ab, sie kann aber auch je nach Diözese unterschiedlich sein (sog. Partikularrecht). So haben in Österreich gemäß Art. II des österreichischen Konkordates, BGBl. II Nr. 2/1934, die mit Rechtspersönlichkeit ausgestatteten kirchlichen Einrichtungen auch Rechtspersönlichkeit für den staatlichen Bereich, entsprechende Bestimmungen des Kirchlichen Gesetzbuches (CIC) 1917 wurden von der Bischofskonferenz auch nach Inkrafttreten des CIC 1983 beibehalten. Es können somit zumindest in Österreich auch Pfründen die Rechtsstellung einer Körperschaft öffentlichen Rechts haben. Für die Erzdiözese Wien wurde im Dezember 2024 eine neue Regelung für die Verwaltung des Pfründenvermögens über einen Sozialfonds auf Grundlage des can. 1274 CIC veröffentlicht.

## Heutiger Sprachgebrauch
Auch ein für Träger öffentlicher Ämter oft zu günstigen Bedingungen durch Einkauf oder eine Stiftung gesicherter Unterhalt in einem Kloster, Heim oder Krankenhaus kann als Pfründe bezeichnet werden. Eine Person, die diese Leistungen in Anspruch nimmt, wird Pfründner (oder Präbendar bzw. Präbendarius, in Norddeutschland Prövener) genannt.
In der heutigen Umgangssprache taucht der Begriff meist negativ konnotiert auf, wenn eine „fette Pfründe“ ein Amt bezeichnen soll, das wesentlich mehr einbringt, als Leistung dafür zu erbringen ist.